# Guillaume VII de Montferrat
Pour les articles homonymes, voir Guillaume de Montferrat.
Guillaume VII de Montferrat, dit le Grand Marquis de la famille des Alérame (Aleramici) (né à Trino vers 1240 et mort à Alexandrie le 6 février 1292) fut marquis de Montferrat dans la deuxième moitié du XIIIe siècle.

## Biographie

### La jeunesse
Guillaume est le fils de Boniface II de Montferrat, il naît à Trino vers 1240. Il est nommé héritier de son père par le testament que celui-ci rédige le jour de sa mort, le 12 juin 1253. À partir de ce moment, Guillaume VII est marquis de Montferrat sous la tutelle de sa mère Marguerite de Savoie. Il ne prend part directement au gouvernement qu'à partir de 1257, lorsqu'il a la majorité pour régner.
Guillaume se marie avec Isabelle de Gloucester, fille du comte anglais Richard de Clare et de Mahaut de Lacy, en 1258.

### La politique piémontaise deGuillaumeVII
Les visées principales du jeune marquis sont la suprématie, comme le souhaitait ses ancêtres, sur le Piémont méridional. La seigneurie de  Montferrat a toujours cherché à combattre les communes d'Alexandrie et d'Asti, et pour les soumettre, Guillaume se range dans le camp français et celui de l'Église. Sa position ouvertement anti-impériale lui procure au début des problèmes, spécialement avec ses seigneurs voisins du camp gibellins.
Le passage de Guillaume  dans le camp de Charles d'Anjou provoque l'aversion du seigneur de Pavie Obert II Pallavicino, qui lui déclare la guerre en 1264. La réponse de Guillaume est déterminée et efficace. Il occupe la forteresse de Acqui Terme, Tortone et Novi Ligure, élargissant ses domaines à Nizza Monferrato quand, l'année suivante, les renforts français le rejoignent. Ainsi, huit ans après son accès au pouvoir, Guillaume étend les territoires des Montferrat soumettant en outre Lanzo Torinese et en étant victorieux à plusieurs reprises de sa voisine Alexandrie.

### Guillaume  s'allie àAlphonseX
La chance aux côtés des Anjou n'est pas destinée à durer. La tradition familiale des Montferrat est de changer rapidement d'alliés et d'alliances en cas de problèmes de politique extérieure ou simplement par profit, aussi, la situation qui préoccupe Guillaume VII est la puissance grandissante de Charles d'Anjou qui s'est fait couronner roi de Sicile.
La crainte d'un éventuel encerclement conduit Guillaume à changer de camp, le parti anti-Anjou est commandé par Alphonse X de Castille qui se proclame héritier de Manfred de Hohenstaufen et par delà héritier du Saint-Empire romain germanique. C'est pour cette raison qu'un mariage entre Guillaume, resté veuf, et la fille d'Alphonse, Béatrice, est envisagé. Les noces sont célébrées à Murcie et le futur mariage entre la fille de Guillaume, Marguerite et l'infant de Castille est arrangé. De plus, Alphonse promet de l'aide militaire dans l'éventualité d'une attaque angevine.
Après la fastueuse cérémonie, Alphonse nomme Guillaume vicaire général de Lombardie alors que de son côté Charles d'Anjou a nommé un vicaire en Italie du Nord. Celui-ci attaque à plusieurs reprises les domaines de Guillaume, qui doit se défendre seul malgré les promesses d'aide d'Alphonse X.

### Les victoires de Guillaume
Afin d'empêcher que ses territoires tombent dans des mains ennemies après tant d'efforts, Tortone et Acqui sont tombées, Guillaume organise une ligue anti-angevine à laquelle Pavie, Asti et Gênes adhèrent. Il espère une aide d'Alphonse mais le monarque espagnol abandonne ses prétentions en Italie et laisse la couronne à Rodolphe Ier. Le peu de troupes envoyées par l'Espagne ne sont pas suffisantes pour défendre efficacement le territoire du Montferrat, cependant, Guillaume tente de reprendre ses terres malgré la faiblesse de ses forces et l'excommunication infligée par le pape Grégoire X.
Le 10 novembre 1274 à Roccavione Guillaume VII et ses alliés battent définitivement Charles d'Anjou. il réussit à s'emparer de Trino Vercellese et de Turin, se mettant à dos les Savoie qui se considèrent seigneurs légitimes de la ville. En 1278 la commune de Verceil le reconnait comme seigneur, Alexandrie le nomme capitaine et revient sous son autorité. Casale et Tortone le nomment aussi capitaine et de cette façon Guillaume sort du conflit plus puissant que lorsqu'il avait débuté.

### Guillaume, capitaine de Milan
Guillaume devient le seigneur militaire d'un grand nombre de cités: Pavie, Verceil, Novare, Alexandrie, Tortone, Alba, Gênes, Turin, Asti, Brescia, Crémone et Lodi. Il est aussi nommé chef de la ligue anti-angevine. Même  Milan le nomme capitaine et Otton Visconti lui demande de combattre les Della Torre. Le 5 août 1278 il reçoit le titre de capitaine et un salaire annuel de 10 000 lires. Par la suite, lorsqu'il est battu, il est contraint de renoncer à son pouvoir sur la ville et à retourner dans le Montferrat.
Otton s'est libéré d'un dangereux rival mais il reste sans chef militaire. Battu de nouveau, il est obligé de rappeler Guillaume qui dicte une nouvelle fois ses conditions, être seigneur de Milan pendant dix ans.
La puissance considérable que Guillaume VII atteint commence à se retourner contre lui. Alexandrie et Asti se rebellent, Guillaume abandonne  Milan à un de ses vicaires et part reprendre le contrôle des villes rebelles. Lors de la campagne, le 21 juin 1280, il est fait prisonnier par les troupes de Thomas III de Piémont et, pour obtenir sa liberté, il doit donner Turin, Grugliasco et Collegno, ainsi qu'une énorme rançon en or. À partir de cette date, le chef-lieu piémontais lie définitivement  son destin à la famille savoyarde. Luigi Cibrario, célèbre historien turinois, fournit un extrait du traité qui nomme les communes cédées et celles qui restent entre les mains du marquis:

« La convention du 21 juin ordonne: Guillaume rend à Thomas la ville de Turin avec les maisons fortes qu'il a édifié et avec le bastion de Ponte di Po, Collegno et Grugliasco [...]  Guillaume promet aussi de ne pas empêcher Thomas d'acquérir les seigneuries de Cavoretto, Montosolo et Alpignano, ni les autres lieux en possession des Turinois. Il se réserve le droit de défendre les communes de Milan, Côme, Pavie, Crémone, Novare, Verceil, Tortone, Alexandrie, Acqui, Ivrea et Casale [...] promet la restitution de 6 000 lires viennoises, qu'il déclare avoir eu en prêt du prince de Savoie, ce prêt est nié par les clercs montferrants. »

— Luigi Cibrario, Storia di Torino, livre IV, chapitre I
La défaite et les guerres continuelles affaiblissent progressivement son contrôle sur Milan et Otton Visconti le destitue par la force le 27 décembre 1281, chassant de la ville le podestat qu'il a choisi.

### Les dernières guerres et la mort
Pour compenser la perte de Milan, Guillaume obtient la seigneurie d'Alba. Sa fille Yolande se marie avec l'empereur Andronic II Paléologue et la situation politique semble se stabiliser. Les nouvelles campagnes de Guillaume s'enlise dans une série de victoires et de défaites. Après avoir reconquis et perdu Alexandrie pour la énième fois, Asti corrompt Alexandrie avec une forte somme d'argent afin de la soulever contre le marquis. Comprenant ce qui se produit, Guillaume se rend en arme à Alexandrie et établit son campement. Les alessandrini le persuadent d'entrer dans l'enceinte de la ville avec une petite escorte pour négocier. Il est alors capturé et enfermé dans une cage de fer. Guillaume meurt un an plus tard, le 6 février 1292 peut être de faim, peut être par empoisonnement, prisonnier de ses ennemis.
Son corps, restitué à ses sujets, est enterré dans l'abbaye cistercienne de Santa Maria de Lucedio où son père est déjà enterré.
Son fils Jean, héritier du marquisat, reçoit un domaine en décadence et divisé dont il ne reste que peu de villes fidèles. Pour la sécurité du marquis, il est envoyé dans les terres de Saluzzo où il reste quelques années.

## Analyse
Le marquisat de Montferrat a été déchiré par les guerres d'expansion de Guillaume sans qu'il réussisse aucun résultat : Asti, la véritable cible du marquis n'a jamais été conquise. Sans une capitale de renom, les Aleramici ne purent jamais s'imposer dans le Piémont : Chivasso, la ville qui était leur capitale ne fut jamais considérée comme importante.
La guerre avec Charles d'Anjou, l'autre objectif de Guillaume, était née de l'exigence de devoir défendre son territoire des attaques étrangères ; mais la victoire de Roccavione ne suscita pas l'abandon des visés des Anjou sur le comté du Piémont qui s'intéressèrent encore pendant cinquante ans à la région des Alpes du Sud.
En définitive, beaucoup de villes d'abord soumises au pouvoir des Aleramici se rendirent autonomes ou bien furent conquises par de puissants seigneurs voisins : le marquis qui avait réussi à rassembler politiquement et économiquement un ensemble aussi hétérogène[réf. nécessaire], fit s'écrouler le Montferrat tout entier.
Guillaume n'exerça pas un gouvernement oppressif et corrompu, souvent ses contemporains louèrent son esprit libertaire[réf. nécessaire] et parmi ceux-ci Dante Alighieri dans Convivio (IV, XI 12) :

« E c[u]i non è ancora [ne]l cuore Alessandro per li suoi reali benefici? Cui non è ancora lo buono re di Castella, o il Saladino, o il buono Marchese di Monferrato, o il buono Conte di Tolosa, o Beltramo dal Bornio, o Galasso di Montefeltro? »

## Guillaume cité par Dante dans laDivine Comédie
« ...L'autre qui plus bas, entre ceux-là gît à terre,
regardant en haut, est Guillaume le marquis,
pour qui Alexandrie et sa guerre
font pleurer  Montferrat et le Canavèse... »

— Dante Alighieri, Purgatoire ; chant VII